# Festivalul Internațional de Film Alter-Native
Festivalul Internațional de Film „Alter-Native” (în maghiară Alter-Native Nemzetközi Filmfesztivál) este un festival internațional de film de scurtmetraj din România, care se desfășoară anual la Târgu Mureș. Fondat în 1992 și organizat în mod tradițional în clădirea Palatului Culturii de către Uniunea Democratică a Tineretului Maghiar din Județul Mureș (MADISZ), festivalul a crescut de la an la an devenind unul dintre cele mai importante evenimente cinematografice din România.